# Parc zoologique de Bakou
Le parc zoologique de Bakou (en azéri Bakı Zooloji Parkı) est un parc zoologique situé à Bakou en Azerbaïdjan.

## Présentation
Le parc zoologique de Bakou fut construit en 1928 lorsque l'Azerbaïdjan venait d'être une des quinze républiques de l'URSS. La superficie du parc zoologique est de 4,25 hectares. Il est situé dans le parc de Nizami dans le centre-ville. Il compte près de 1 193 animaux de 168 espèces.

## Nouveau projet de zoo
Selon l'ordre du président azerbaïdjanais Ilham Aliyev, un nouveau zoo avec des espèces uniques et rares de flore et de faune sera construit à une dizaine de kilomètres de Bakou, dans le village de Ceyranbatan de la région d'Absheron. Environ 2,85 millions de manats azerbaïdjanais ont été alloués au projet. Des espèces rares de mammifères et d'oiseaux de différents continents, en particulier l'Australie, devraient être ajoutées au nouveau zoo, qui couvrira 230 hectares. Un groupe de travail a été créé au sein du Ministère de l'écologie et des ressources naturelles de l'Azerbaïdjan et de l'Académie nationale des sciences pour gérer la nouvelle espèce.
Le 7 octobre 2021, l'ouverture du zoo de Bakou a eu lieu après reconstruction.